# Chalcoscirtus fulvus
Chalcoscirtus fulvus är en spindelart som beskrevs av Saito 1939. Chalcoscirtus fulvus ingår i släktet Chalcoscirtus och familjen hoppspindlar. Inga underarter finns listade i Catalogue of Life.